# José de Ribas
José de Ribas (Napels, 6 juni 1749 – Sint-Petersburg, 14 december 1800), in het Spaans bekend als José Pascual Domingo de Ribas y Boyons, in het Portugees als Giuseppe de Ribas en in het Russisch als Iosif (Osip) Mikhailovich Deribas (Russisch: Ио́сиф (О́сип) Миха́йлович Дериба́с), was een Spaanse militair die vooral diende in dienst van Napels en Rusland. Hij wordt gezien als de stichter van het moderne Odessa.

## Biografie

### Vroege jaren
José de Ribas werd in Napels geboren als de zoon van de Spaanse consul en zijn aristocratische Ierse vrouw. Hij verkreeg een uitstekende opleiding en ging hij op zestienjarige leeftijd in militaire dienst voor het koninkrijk Napels. Op twintigjarige leeftijd leerde hij in Livorno de commandant van de Russische Zwarte Zeevloot kennen: Aleksej Grigorjevitsj Orlov. Deze bood hem een positie aan binnen de Russische marine waarmee Ribas akkoord ging. Hij was vervolgens aanwezig bij de Slag bij Çeşme.
In 1772 verkreeg hij door middel van introductiebrieven van Orlov een positie als censor bij het kadettenkorps. Twee jaar later behaalde hij de rang van stafkapitein. Na het Verdrag van Küçük Kaynarca vertrok Ribas naar Sint-Petersburg en kreeg hij een positie als onderwijzer op aanbeveling van zijn commandant Ivan Betskoy. Tevens huwde hij met de illegitieme dochter van Betskoy, Anastasia Sokolova, een hofdame van keizerin Catharina II van Rusland.

### Zesde Russisch-Turkse Oorlog
Bij het uitbreken van een nieuwe oorlog tussen Rusland en het Ottomaanse Rijk in 1787 kreeg hij een aanstelling als verbindingsofficier tussen Grigori Potjomkin en John Paul Jones. Zo onderhield hij ook het contact tussen hen tijdens het Beleg van Otsjakiv. De nautische acties bij dit beleg zou de laatste militaire acties zijn van Jones en Ribas wist zich in deze periode te ontpoppen tot een loyale commandant die de verhoudingen tussen de Jones en de Europese officieren, zoals Karel Hendrik van Nassau-Siegen, wist te verzachten.
Potjomkin waardeerde de inzet van Ribas en promoveerde hem tot commandant van een eenheid grenadiers in het leger van Ivan Goedovitsj. In augustus 1789 trokken ze op naar Chadzjibej (het latere Odessa) waar een deel van de Ottomaanse vloot voor anker lag. Ribas wist eerst binnen een halfuur het fort Eni-Dunia te veroveren. Ribas was vervolgens ook betrokken bij het Beleg van Izmajil, waar hij een significant aandeel had door op 22 september een aanval uit te voeren op de zuidkant van het fort. Hij was vervolgens ook aanwezig bij de ceremoniële ondertekening van het Verdrag van Jassy dat een einde maakte aan de oorlog.

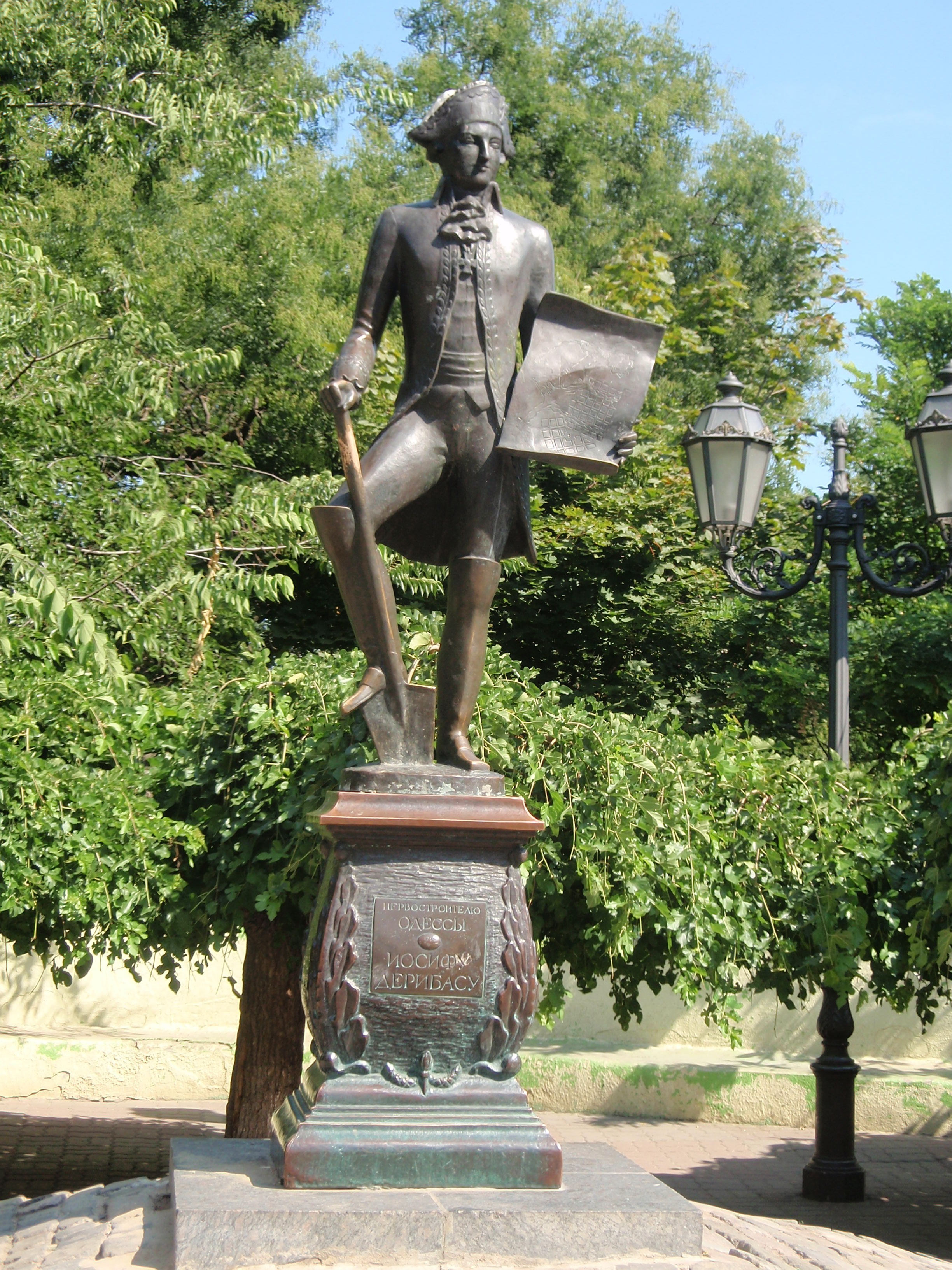
Standbeeld van José de Ribas in Odessa

### Laatste jaren
In 1793 bevorderde tsarina Catharina hem tot schout-bij-nacht en in september dat jaar volgde een volgende promotie tot viceadmiraal. In het jaar daarop stelde zij Ribas aan tot de voorzitter van commissie die moest toezien op de aanleg van een nieuwe haven in Chadzjibeij. Hiervoor nam Ribas de Nederlandse ingenieur Frans de Wollant aan. De opvolger van Catharina, Paul I van Rusland, ontsloeg Ribas van zijn functie bij de commissie en haalde hem terug naar Sint-Petersburg. Deze stelde hem vervolgens aan bij de admiraliteit en in mei 1799 promoveerde Paul I hem tot admiraal. In december 1800 werd Ribas plotseling ziek. Er bestaan theorieën dat hij vergiftigd zou zijn door iemand die betrokken waren bij de moordaanslag op tsaar Paul I, waar Ribas op zijn beurt ook betrokken bij zou zijn.

## Nalatenschap
In Odessa is er een straat naar José de Ribas vernoemd, de woelytsja Deribasivska.
- Biblioteca Nacional de España: XX4975246
- Gemeinsame Normdatei: 117728751X
- Virtual International Authority File: 5972154983550867860008
- WorldCat: E39PBJghtT6bwctfk8JYWQryVC